# ادواردو منچون
ادواردو منچون (انگلیسی: Eduardo Manchón؛ ۲۴ ژوئیه ۱۹۳۰ – ۲۹ سپتامبر ۲۰۱۰) بازیکن فوتبال اهل اسپانیا بود.
از باشگاه‌هایی که در آن بازی کرده‌است می‌توان به باشگاه فوتبال دپورتیوو لاکرونیا، باشگاه فوتبال گرانادا، و باشگاه فوتبال بارسلونا اشاره کرد.
وی همچنین در تیم‌های ملی فوتبال کاتالونیا و اسپانیا بازی کرده‌است.